# Ilyes Raoul
Ilyes Raoul, anche noto come Ilyes Moutaoukkil (Berlino, 25 settembre 2004), è un attore tedesco.

## Biografia
Ilyes Raoul è nato il 25 settembre 2004 a Berlino. Suo fratello è l'attore Emilio Sakraya.
Ha esordito come attore col nome d'arte Ilyes Moutaoukkil nel 2010 nel film Zeiten ändern dich.
Alla fine del 2019, l'attore ha deciso di smettere di usare il suo cognome Moutaoukkil e di usare invece il suo secondo nome, Raoul, come nome d'arte.

## Filmografia

### Cinema
- Zeiten ändern dich, regia di Uli Edel (2010)
- Quellen des Lebens, regia di Oskar Roehler (2013)
- Willkommen bei Habib, regia di Michael Baumann (2013)
- Rakete Perelman, regia di Oliver Alaluukas (2017)
- Bibi & Tina: Tohuwabohu total, regia di Detlev Buck (2017)
- TKKG - Intrepidi detective (TKKG), regia di Robert Thalheim (2019)
- Rheingold, regia di Fatih Akın (2022)

### Televisione
- Verbrechen – serie TV, 1 episodio (2013)
- Atempause, regia di Aelrun Goette – film TV (2017)
- Tatort – serie TV, 1 episodio (2018)
- Dogs of Berlin – serie TV, 2 episodi (2018)